# Murat Kırbaçoğlu
Murat Kırbaçoğlu (Diyarbakir, 1980) is als programmamaker en regisseur verbonden aan MokumTV.
Kırbaçoğlu verhuisde op tweejarige leeftijd naar Sultanahmet (Istanboel). Op school bleek hij een moeilijke leerling. Dat werd niet beter toen hij op twaalfjarige leeftijd naar Nederland kwam. Er volgde een onduidelijke periode, waarin Kırbaçoğlu in de gevangenis belandde na een vechtpartij. Zijn energie kon hij beter kwijt in de traditionele Turkse sport olieworstelen. 
In de Bijlmerbajes leerde Kırbaçoğlu de Amsterdamse omroep MokumTV kennen. Vanuit de gevangenis deed hij een tijd lang verslag van de gebeurtenissen in de gevangenis. Na zijn vrijlating meldde hij zich aan als vrijwilliger voor deze Amsterdamse lokale omroep. In 2000 werd Kırbaçoğlu perschef voor de Nederlandse Olieworstel Federatie. Ook was hij secretaris van de IJJ (Initiatiefgroep Johnny Jordaan), een van de werkgroepen van het wijkcentrum in de Amsterdamse Staatsliedenbuurt en maakte hij in samenwerking met de Jacques Brel-biograaf Mohamed el-Fers een documentaire over deze Vlaamse zanger en de film "Most Macho" waarmee MokumTV de XXVde Prix d'Or won tijdens het multinational documentaire festival van Vesoul. Ook werkte hij mee aan een reisgids over Istanbul en versloeg voor MokumTV in november 2006 het bezoek van paus Benedictus XVI aan Turkije voor MokumTV. 
Tot dit bezoek was Kırbaçoğlu ook woordvoerder voor MokumTV bij afwezigheid van René Zwaap. Deze taak werd hem na een serie ongenuanceerde uitlatingen over "het gekluns" van Salto-directeur Rudolf Buurma ontnomen, nadat zijn uitlatingen niet alleen in Nederlandse kranten, maar ook in de Turkse media verschenen.